# Nive River (Derwent River)
Der Nive River ist ein Fluss im Zentrum des australischen Bundesstaates Tasmanien.

## Geografie

### Flusslauf
Der etwas mehr als 70 Kilometer lange Nive River entspringt an den Westhängen des Layatinna Hills, einem Berg im Südteil des Walls-of-Jerusalem-Nationalparks. Von dort fließt er nach Südosten entlang dem Great Pine Tier bis nach Brontë. Dort wendet er seinen Lauf nach Süd-Südwesten, entlang des Marlborough Highways und unterquert bald darauf den Lyell Highway.  Bei Tarraleah unterquert er den Lyell Highway erneut und biegt dabei nach Süd-Südosten ab. Rund zwölf Kilometer weiter südlich mündet er in die Wayatinah Lagoon und damit in den Derwent River.

### Nebenflüsse mit Mündungshöhen
Nebenflüsse des Nive River sind:
- Little Nive Rivulet – 918 m
- Little River – 780 m
- Kenneth Creek – 758 m
- Pine River – 681 m
- Nivelle Rivulet – 598 m
- Clarence River – 546 m
- Bradys Creek – 445 m
- Dunnys Creek – 418 m

### Durchflossene Seen und Stauseen
Er durchfließt folgende Seen:
- Pine Tier Lagoon – 681 m
- Lake Liapootah – 364 m
- Wayatinah Lagoon – 229 m